# (37138) 2000 VT33
2000 VT33 (asteroide 37138) é um asteroide da cintura principal. Possui uma excentricidade de 0.08981270 e uma inclinação de 2.41624º.
Este asteroide foi descoberto no dia 1 de novembro de 2000 por LINEAR em Socorro.